# سوسمارماهیان
سوسمارماهیان (یا کاریچون‌ماهیان یا کیجارماهیان) (Synodontidae) خانواده‌ای از ماهی‌ها  از راستهٔ لوله‌سانان (Aulopiformes) و ردهٔ پرتوبالگان (Actinopterygii).

هستنداین ماهی‌ها بدنی کوچک و استوانه‌ای شکل و دهانی پر از دندان‌های تیز دارند. حتی روی زبان آنها هم دندان وجود دارد. سوسمارماهیان ۶۴ گونه دارند که در پنج جنس تقسیم شده‌اند. ماهیان خانواده سوسمارماهیان در همه آبهای جهان یافت می‌شوند.

## سرده‌ها(جنس‌ها)
- Bathysaurus
- Harpadon
- Saurida کیجارها
- Synodus
- Trachinocephalus

کیجارماهیان (نام‌های دیگر: ماهی برادر حسون،  گریشو،  ماهی شیر) از ماهی‌های تجاری خلیج فارس و دریای عمان است. در بنادر حاشیه خلیج فارس این ماهی به نام‌های متعددی از قبیل کریشو، کیمار، کیجار، کاریچون و حسون نامیده می‌شود. در برخی منابع بر اساس نام انگلیسی، آن را مارمولک‌ماهی و سوسمارماهی نیز نامیده‌اند.
جنس کیجار شامل ۲۱ گونه‌است که در آب‌های خلیج فارس دو گونه (S. tumbil) و (S. undosquamis) از آن یافت می‌شود. 
طول این ماهی ۶۰ سانتیمتر و سر آن پوشیده از فلس است. این ماهی دارای بالچه‌ای چرب است و همنوع خود را می‌خورد.
بدنی سیگارشکل و سری نوک‌ تیز دارد.